# 도미노모리 마사요리

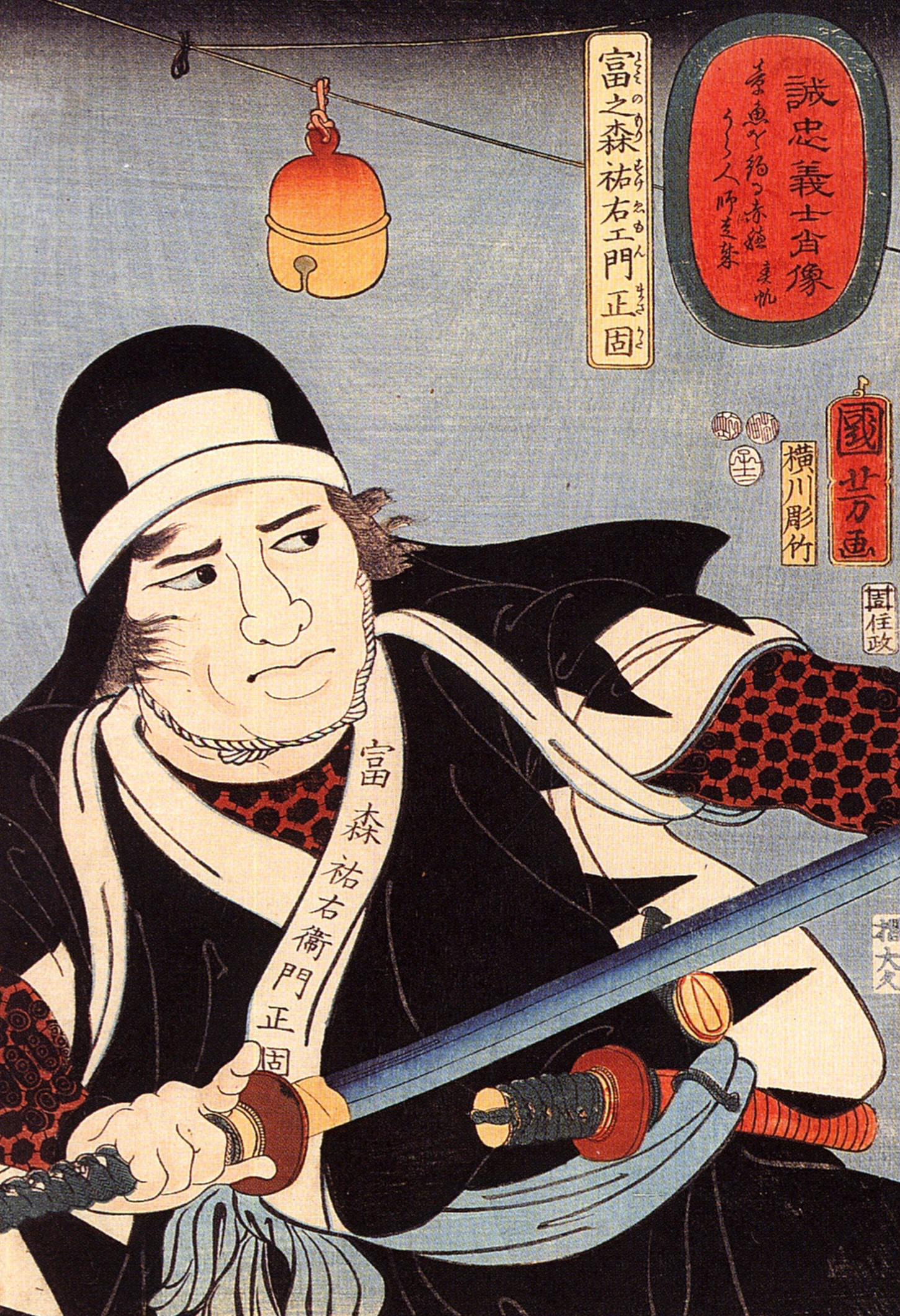
『성충 의사 초상』에서 「토미노모리 유우에몬 마사요리」 (우타가와 쿠니요시 作)

토미노모리 마사요리(일본어: 富森 正因 とみのもり まさより[*], 간분 10년 (1670년) - 겐로쿠 16년 2월 4일 (1703년 3월 20일))는 에도시대 전기의 무사이다. 아코 낭사 47사 중 한명이다. 통칭 스케에몬(일본어: 助右衛門 すけえもん[*])이다.

## 생애

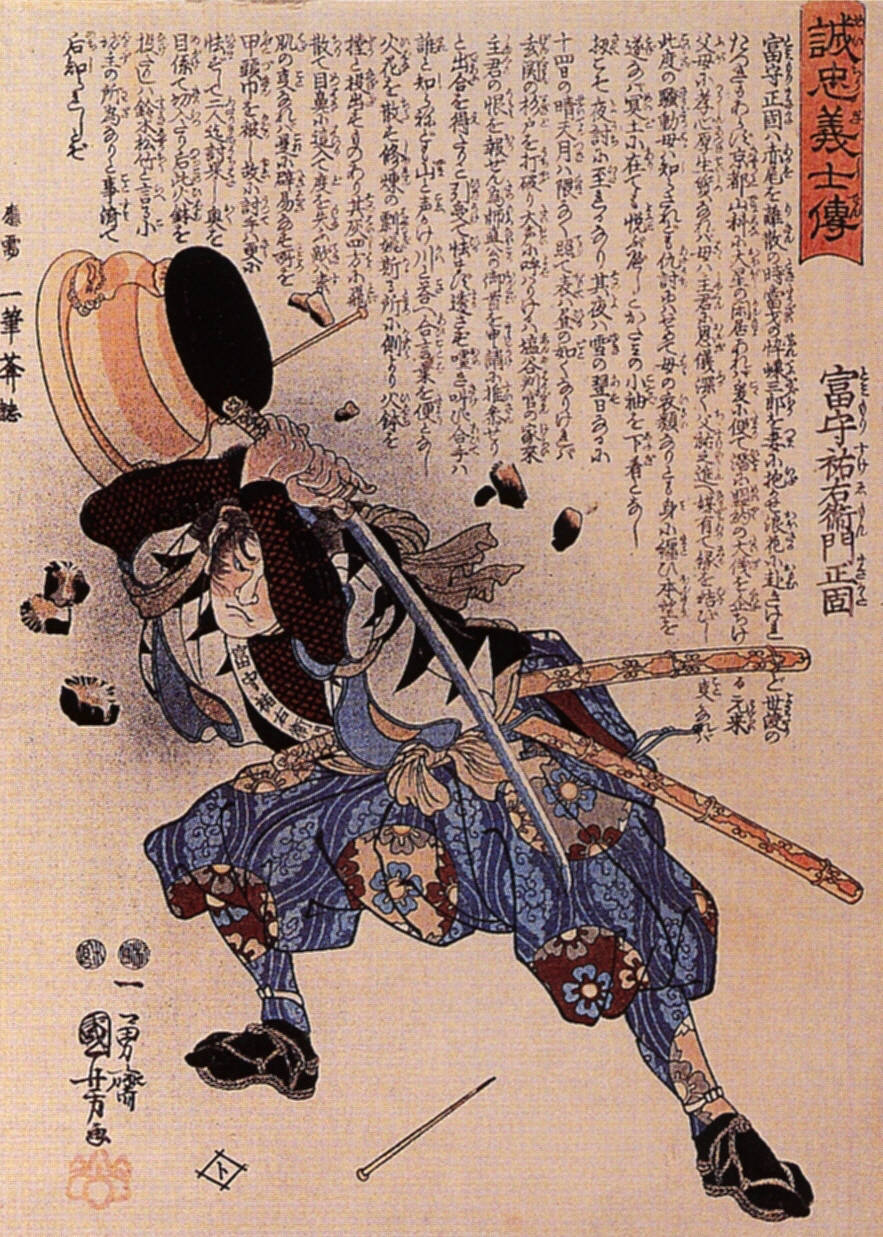
『성충 의사 초상』에서 「토미노모리 유우에몬 마사요리」 (우타가와 쿠니요시 作)

간분 10년 (1670년), 아코번 루스이역 토미노모리 스케타유의 아들로 태어났다. 어머니는 야마모토 겐고에몬의 딸이다.
아버지가 일찍 사망하였기 때문에, 어린 나이로 아사노 나가노리를 섬겨, 덴나 3년 (1683년)에 코쇼가 되었고, 겐로쿠 3년 (1690년)에 에도 우마마와리 겸 사번 200석이 되었다. 언제 어떤 용무를 받아도 좋도록 20냥의 금전을 항상 품에 넣고 다녔다고 한다. 또한, 하이카이를 익혀 타카라이 키카쿠에게 사사하여, 춘호(春帆)라는 호를 썼다.
겐로쿠 6년 (1693년) 12월, 빗츄 마츠야마번 미즈타니가가 개역되고, 아사노 나가노리가 수성사로 임명되자, 에도에서 영지에 사전 준비를 알리는 급사로 임명되어 통상 15일 걸리는 곳을 6일만에 아코에 도착하여 집안 사람들을 놀라게 하였다. 아사노 나가노리가 칙사 향응역을 맡아, 겐로쿠 14년 (1701년) 3월, 칙사가 에도로 향하자, 타카타 군베에와 함께 시나가와까지 마중나와, 텐소저택까지 안내하였다. 그러나 같은 해 3월 14일, 에도성 마츠노오오로카에서 키라 요시히사를 칼로 상처를 입혀, 아사노 나가노리가 할복하였다. 이 때, 마사요리의 어머니는 깊이 분노하여, 불공평한 재판을 한 어정도를 비판하고, 복수하여 무사로서의 복수를 이루도록 마사요리에게 말하였다고 한다.
아코번 개역 후에는 카와사키의 히라마무라에 어머니의 은거소를 지어 옮겨, 야마모토 나가자에몬으로 이름을 바꾸고 숨어 살았다. 복수하기로 결정되자, 에도의 신코지마치 5초메의 셋집으로 옮겼다. 히라마무라의 은거소는, 겐로쿠 15년 (1702년) 10월, 오오시이 요시오의 에도 하향에 있어서의 숙소로 활용되었다. 신코지마치 5초메로 옮기며, 키라 저택 탐색을 하여 저택의 구조상 실내에서의 싸움이 주체가 된다고 생각하여, 실내전에 유리한 9척 단창을 고안하였다.
같은 해 12월 14일의 키라 저택에서는 정문대에 속해 싸웠다. 어머니가 보낸 여자코소데를 입고, 이름을 적은 합표 뒤에 "차가운 시호에 몸을 담그는, 행위야(寒しほに身はむしらる丶行衛哉)"라고 쓰여있다. 키라를 토벌하고, 아코 낭사 일행은 아사노 나가노리의 묘소가 있는 센가쿠지로 향했는데, 마사요리는 요시다 카네스케와 함께 일행을 떠나, 오오메츠케 센고쿠 히사나오의 저택에 출두해 토벌 구상서를 제출했다.
겐로쿠 16년 (1703년) 2월 4일, 에도 막부의 명으로 할복하였다. 향년 34세, 계명은 '인용상검신사(刃勇相剣信士)이다.
사건 당시, 2살이었던 장남 토미노모리 나가타로는 외삼촌에게 맡겨져, 대사면 후 미부번주이자 후다이 다이묘 카토가 (카토 요시아키의 후예, 후의 미나쿠치번주)를 섬겼다.